# Uwe Pühse
Uwe Pühse (* 1957) ist ein deutscher Sportwissenschaftler. Er ist Ordinarius für Sportwissenschaft an der Universität Basel und Direktor des dortigen Departements für Sport, Bewegung und Gesundheit.  

## Leben
Pühse studierte von 1978 bis 1986 Sportwissenschaft und Anglistik für das Höhere Lehramt an der  Universität Bonn. Nach dem Staatsexamen wurde er bis 1992 wissenschaftlicher Mitarbeiter am Institut für Schulpädagogik der Universität Bonn. 1990 erfolgte die Promotion zum Dr. päd. (Diss.: Soziales Lernen im Sport : ein Beitrag zur sportpädagogischen Lernzieldiskussion). 1992 wurde er zum stellvertretenden Institutsdirektor des Sportinstituts der Medizinischen Fakultät der Universität Basel berufen. 2000 habilitierte er sich an der Universität Bonn für Sportpädagogik. 2001 erfolgte die Umhabilitation an die Universität Basel und die Ernennung zum außerordentlichen Professor. 2008 wurde er zum ordentlichen Professor und Direktor des Instituts ernannt. 2016 wurde er zum International Fellow der National Academy of Kinesiology gewählt. Sein Forschungsschwerpunkt liegt in der kindlichen Entwicklungsförderung durch Bewegung und Sport. Der WorldCat hat 195 Arbeiten von ihm.